# Ричардс, Кит
Кит Ричардс (англ. Keith Richards; род. 18 декабря 1943, Дартфорд, Кент, Англия, Великобритания) — британский гитарист и автор песен группы The Rolling Stones вместе с Миком Джаггером. Авторитетный американский журнал Rolling Stone поместил его на 10-е место в списке «100 величайших гитаристов всех времен» 2003 года. В обновленный список 2011 года Ричардс вошел под номером 4.

## Биография
Кит Ричардс родился в Дартфорде, графство Кент, 18 декабря 1943 года. Единственный ребёнок Дорис M. Л. (урождённой Дюпре) и Герберта В. Ричардса. Его отец, Герберт В. Ричардс, фабричный чернорабочий, был ранен во время Второй мировой войны:17–18. Его дед по материнской линии Август Теодор «Гас» Дюпре, участвовавший в турах по Великобритании в составе джазового биг-бенда Gus Dupree and his Boys, оказал раннее влияние на музыкальные вкусы Кита и заинтересовал его игрой на гитаре:29–30. Мать Ричардса познакомила его с музыкой Билли Холидей, Луи Армстронга и Дюка Эллингтона:33, и купила ему первую гитару — акустическую «Розетти» — за семь фунтов. Однако, его отцу не очень нравилось подобное увлечение. Первым гитарным кумиром Ричардса был Скотти Мур.
Его дедушка и бабушка по отцовской линии Эрни и Элиза Ричардс, были социалистами и гражданскими лидерами, организаторами ячейки Лейбористской партии в Уолтемстоу, Элиза Ричардс стала мэром муниципального округа Уолтемстоу в Лондоне в 1941 году.

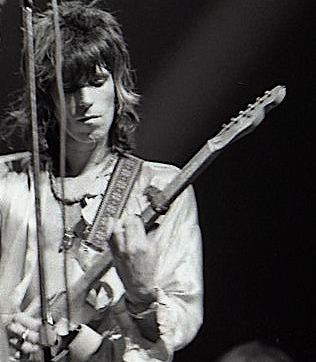
Кит Ричардс в 1973 году

Ричардс ходил в ту же начальную школу, что и Мик Джаггер. Эти двое знали друг друга ещё со школы и жили в одном районе, пока в 1954 семейство Ричардсов не переехало в другой район Дартфорда. С 1955 до 1959 Ричардс посещал Дартфордскую техническую школу, где руководитель хора Джек Клейр, заметил его певчий голос и принял его в школьный хор:27–28. В 1959, Ричардса исключили из Дартфордской технической школы за прогулы, и директор школы предложил ему поступить в художественный колледж в соседнем городе Сидкап. В художественном колледже Ричардс посвятил всё своё время игре на гитаре. Он продал очень большое количество музыкальных пластинок, чтобы купить свою первую электрогитару — полуакустическую гитару Hoffner.

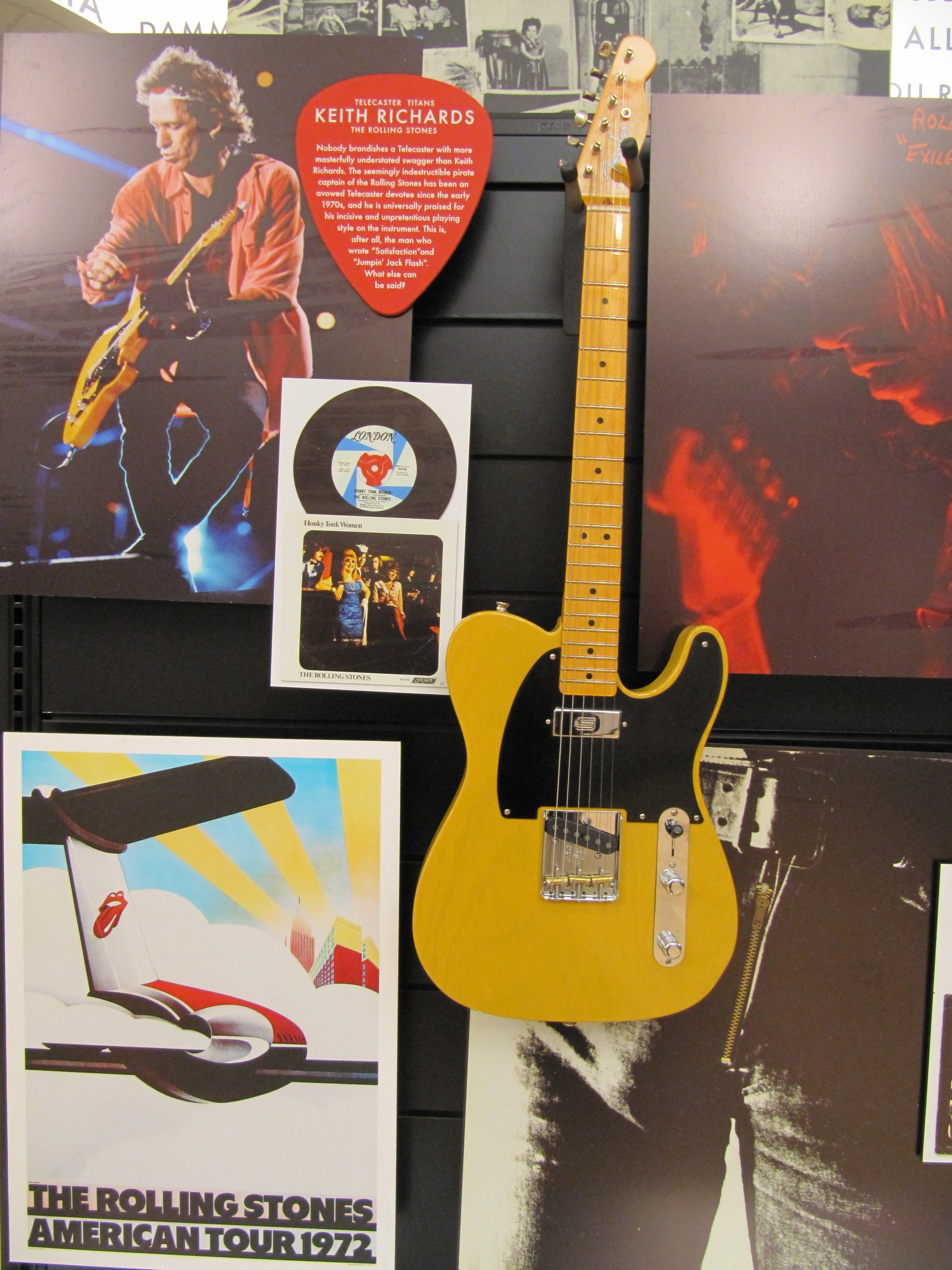
Telecaster Кита Ричардса в музее FGF

17 октября 1961, во время поездки из Дартфорда в Сидкап, Ричардс зашёл в тот же самый вагон что и Мик Джаггер, который был тогда студентом Лондонской школы экономики:38. Они узнали друг друга и стали обсуждать блюзовые и ритм-энд-блюзовые пластинки, которые Мик заказал по почте из Америки. Ричардс был удивлён и впечатлён тем, что Джаггер не только разделял его увлечение Чаком Берри и Мадди Уотерсом, но также и тем, что у них были одни и те же LP (долгоиграющие пластинки), которые были чрезвычайно редки в Великобритании в то время. К тому же, эти двое обнаружили, что у них есть общий друг: Дик Тэйлор — приятель Ричардса — пел с Джаггером в любительской группе Little Boy Blue and the Blue Boys. Мик предложил Киту прийти на репетицию, и вскоре Ричардс присоединился к группе.
Группа распалась после того, как Джаггер и Ричардс встретили Брайана Джонса, с которым они в результате организовали группу The Rolling Stones. К середине 1962 Ричардс ушёл из колледжа искусств ради музыкальной карьеры и переехал в квартиру в Лондоне с Джаггером и Джонсом. В это время его родители развелись:327–328. Ричардс поддерживал хорошие отношения с матерью, которая очень благосклонно относилась к его музыкальной деятельности, но перестал общаться с отцом, с которым возобновил контакт в 1982 году:327–328. С 1963 по 1978 годы Ричардс использовал сценическое имя «Кит Ричард», так как менеджер Rolling Stones Эндрю Луг Олдем считал это имя более подходящим для шоу-бизнеса.
С 1983 года женат на модели Патти Хансен (1956 г.р.). У пары две дочери, Теодора и Александра.

## Манера исполнения

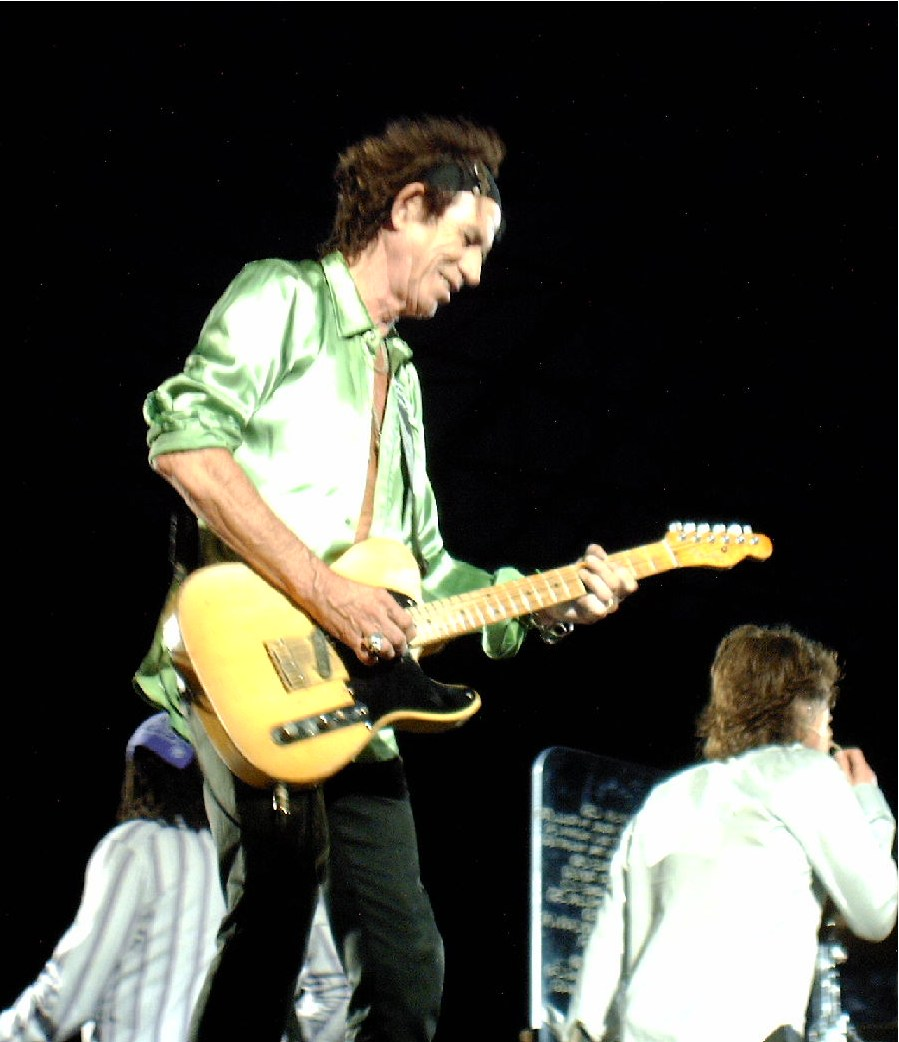
На концерте в Ганновере, 2006 год.

В юности кумиром Ричардса был Чак Берри. Little Boy Blue and the Blue Boys играли на репетициях многие музыкальные произведения Берри. Rolling Stones на ранних этапах во время концертов часто исполняли кавер-версии композиций Берри и Бо Диддли. Творчество Джимми Рида и Мадди Уотерса — другой ранний источник вдохновения, и основа для стиля, сочетающего игру соло и ритм-гитары, который Ричардс и Брайан Джонс развивали со времени основания Rolling Stones.
После замены Джонса гитаристом Миком Тейлором, который работал с Rolling Stones с 1969 по 1974, стиль игры Тейлора привёл к более явному разделению между ролями соло-гитары и ритм-гитары. В 1975 с заменой Тейлора Ронни Вудом, группа возвращается к стилю сочетания гитарных партий:39, 180. Ричардс сказал, что годы игры с Вудом были наилучшим музыкальным периодом Rolling Stones. Ричардса, у которого имеется более тысячи гитар (на некоторых из них он ни разу не играл), часто ассоциируют с гитарой Fender Telecaster. Особенно с двумя 1950 года выпуска Телекастерами, снабженными хамбакером фирмы Gibson.
Ричардс считает, что акустическая гитара является основой всей его игры, однажды он сказал: «Каждый гитарист должен играть на акустической гитаре дома. Не важно, что вы играете, если вы не поддерживаете на высоком уровне вашу акустическую игру, вы никогда не сможете использовать весь потенциал электрогитары, потому что вы теряете контакт». Акустическая гитара Ричардса присутствует в разных композициях на протяжении всей карьеры Rolling Stones, включая такие хиты как «Not Fade Away», «Brown Sugar», «Beast of Burden» и «Almost Hear You Sigh».

## Сотрудничество
Помимо The Rolling Stones, гитарные партии Ричардса можно услышать на релизах Макса Ромео (Max Romeo), Хьюберта Сумлина (Hubert Sumlin), Леса Пола, Тома Уэйтса, Боно и U2, Ноны Хендрикс (Nona Hendryx), Джона Филлипса (John Phillips) и Ареты Франклин.

### Роллинг Стоунз

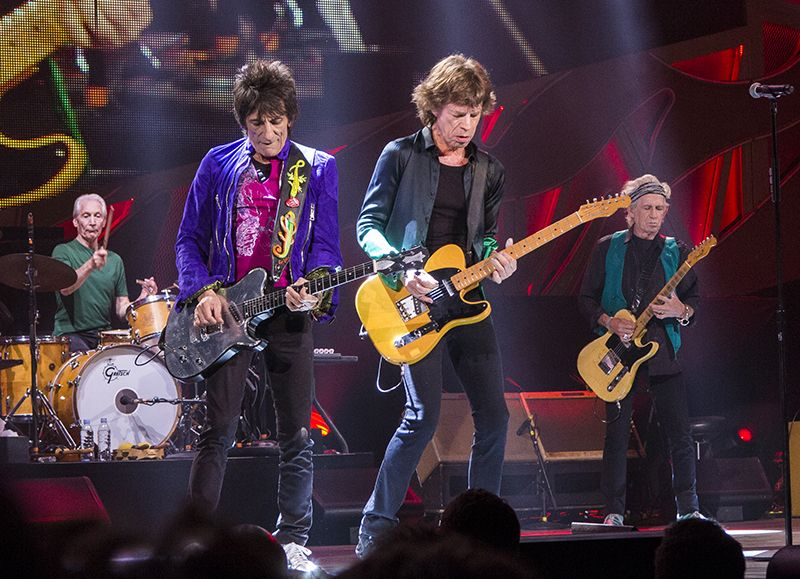

## Интересные факты
- У Кита Ричардса в коллекции около 3000 гитар[17], но сейчас играет только на десяти. Он планирует открыть музей своих гитар.
- Кит Ричардс известен своей экстравагантной манерой поведения, и с ним связано много курьёзных случаев. Так, в апреле 2006 года 62-летний музыкант получил сотрясение мозга при падении c дерева на Фиджи. Несколько дней спустя он был успешно прооперирован в Новой Зеландии.[18]
- При исполнении роли капитана Джека Воробья в фильмах серии «Пираты Карибского моря» Джонни Депп старался подражать походке и манере разговора Кита Ричардса, который является одним из его любимых музыкантов[19]. В фильме «Пираты Карибского моря: На краю света» по просьбе Деппа музыкант сыграл отца Джека Воробья — капитана Тига. В четвёртой части франшизы Ричардс вновь исполнил роль отца Джека.

## Дискография

### Альбомы
- 1988 — Talk Is Cheap
- 1992 — Main Offender
- 2015 — Crosseyed Heart